# Johan Müller (professor)
 For alternative betydninger, se Johan Müller. (Se også artikler, som begynder med Johan Müller)
Johan Müller (født 1605 i Rostock, død 22. januar 1672) var professor i jura og borgmester i Flensborg.
Müller blev født i Rostock i 1605 hvor han gik i skole. Han studerede jura i blandt andet Greifswald og hjælp studerende fra Lübeck på rejser til Frankrig og Italien. Senere blev han advokat i Flensborg og i 1645 rådgiver for Hertug Hans Christian af Sønderborg. Han blev professor i jura ved Københavns Universitet i 1649 og tog en doktorgrad i Rostock i 1650. I 1651 blev han valgt til rektor for Københavns Universitet.
Under Københavns belejring opholdt han sig med sin ældste Søn i Rostock, medens hans Hustru Agnete og 6 yngre børn var blevet i den belejrede by.
Han blev udnævnt til borgmester i Flensborg i 1661 hvilket han vistnok kombinerede med rådgiver for Hertug Christian Adolf af Sønderborg.
Müller var far til biskop Christian Rudolph Müller.